# Вестенанова
Вестенанова (итал. Vestenanova) — коммуна в Италии, располагается в провинции Верона области Венеция.
Население составляет 2665 человек (2008 г.), плотность населения составляет 111 чел./км². Занимает площадь 24 км². Почтовый индекс — 37030. Телефонный код — 045.
Покровителем коммуны почитается святой Леонард Тонгрский, празднование в первое воскресение октября.

## Демография
Динамика населения:

## Города-побратимы
- Айхштетт, Германия

## Администрация коммуны
- Официальный сайт: http://www.comune.vestenanova.vr.it/